# Leuculodes lacteolaria
Leuculodes lacteolaria là một loài bướm đêm thuộc họ Doidae. Nó được tìm thấy ở neotropical Trung Mỹ, phía bắc đến Arizona.